# チャプリ・カバーブ

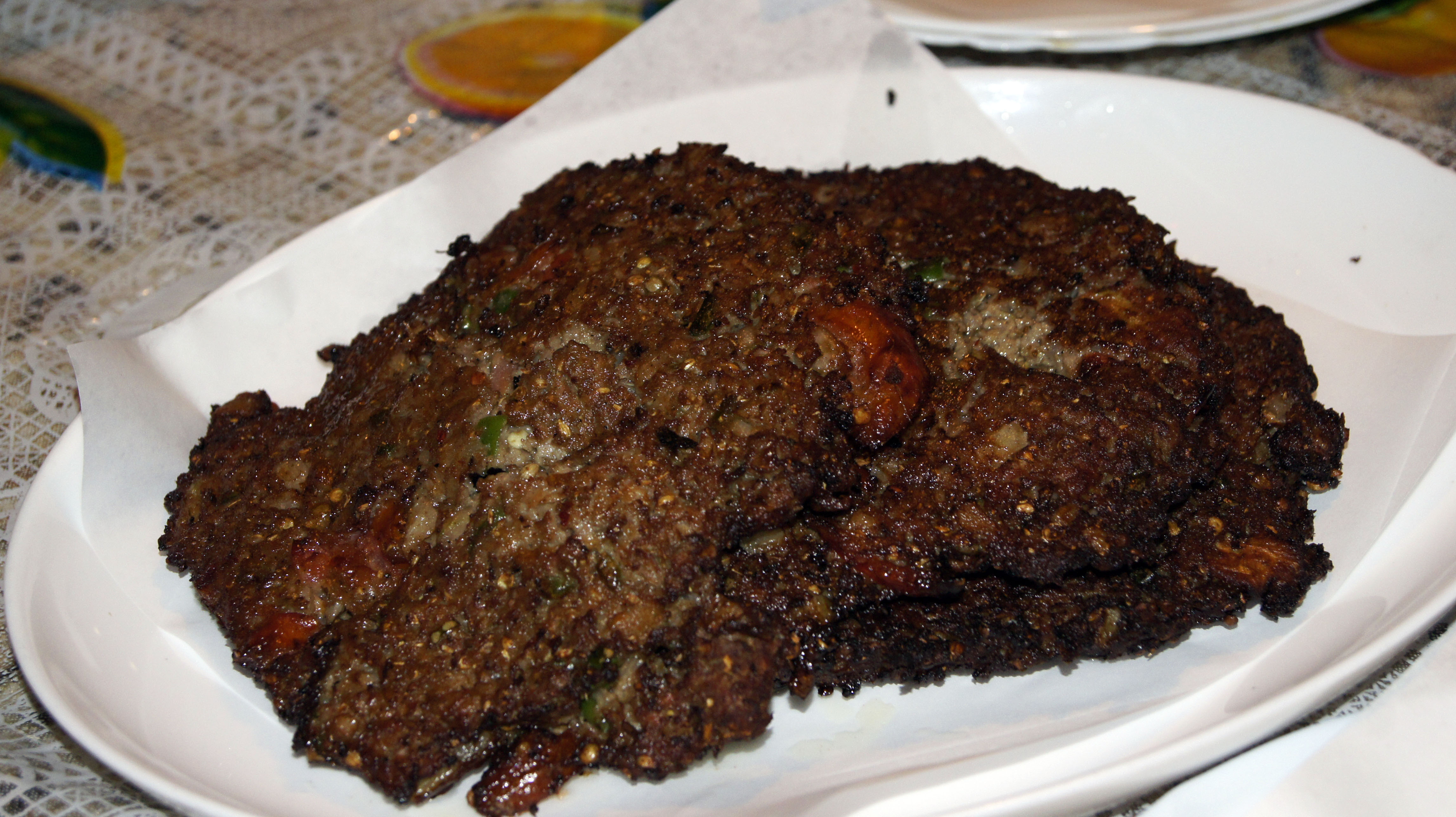
チャプリ・カバーブ（2011年11月6日、イギリスバーミンガムバルチ）

チャプリ・カバーブ（パシュトー語: چپلي کباب、ウルドゥー語: چپلی کباب、Chapli Kabab。チャプリ・ケバブ（Chapli Kebab）とも）は、挽肉を用いたパシュトゥーン風のケバブである。用いられる肉は牛肉か羊肉が多く、これに各種の香草、香辛料を加えてパティ状に整えて作られる。ペシャーワル周辺に起源があるとされ、ペシャーワル・カバーブとしても知られている。
カイバル・パクトゥンクワ州を中心とするパキスタンとアフガニスタン東部では一般的な屋台料理である。熱いまま供され、これを食すチャパリ・カバーブは、ナンや米と共に食べられたり、バンズに挟まれたりサンドウィッチの具材としてバン・カバーブのように食べられている。

## 起源
ムガール料理の影響は、数多くのカバーブを地域に残し、結果土着化したチャプリ・カバーブの様な料理も生まれた。チャプリは、パシュトー語で「平坦」を意味するchaprikhからの派生とする説と（軽く、平たい円盤状の外見を想起させる）、サンダルを示す言葉であるチャッパル（chappal）に由来するとする説がある（サイズ、形状が靴底の前部と類似する）。
チャパリ・カバーブが普及しているペシャーワルでは、2000店以上のケバブ店が提供している。この種の軽食堂は他の都市へも速やかに広がり、またチャプリ・カバーブが世界各国の南アジア料理レストランで扱われるようになっている

## 材料と調理
材料としてマリネした生の挽肉（牛肉、羊肉）を用いる。これに加えるものとして主に小麦粉、様々な香草、ガラムマサラやチリパウダーのような香辛料、パクチーが、比較的少量のものとしてはタマネギ、トマト、卵、ショウガ、コリアンダーかクミン、グリーンチリ、コーンスターチ、塩胡椒、ベーキングパウダー、薬味としてレモン果汁かザクロの種などが用いられる。
植物油に浸して中火で炒められる。自然な風味付けを行うため薪を燃料とするコンロで羊脂を用いて炒める料理人も存在する。この方法は他の美食家からは健康上の理由を指摘され、避けられている。
調理されたチャパリ・カバーブは、付け合わせ（パセリ、タマネギとトマトのみじん切り）を添え、チャツネソース、サラダ、ヨーグルト、アチャール、ナッツ等と共に一皿となる。チャパリ・カバーブは香り高く、瑞々しく、スパイシーである。パキスタン料理を代表する一品であり、しばしば来客に振る舞われる。ナンの様なパン類、カブリパラウの様な米類と共に食されたり、ファストフードとして巻かれた状態で食べられている。冬期にはカーワ等の緑茶が慣習的に添えられ、夏期には冷たい飲料が好まれる。